# Adamów Rososki
Adamów Rososki is een plaats in het Poolse district  Grójecki, woiwodschap Mazovië. De plaats maakt deel uit van de gemeente Chynów en telt 80 inwoners.